# Schiefer Turm von Suurhusen

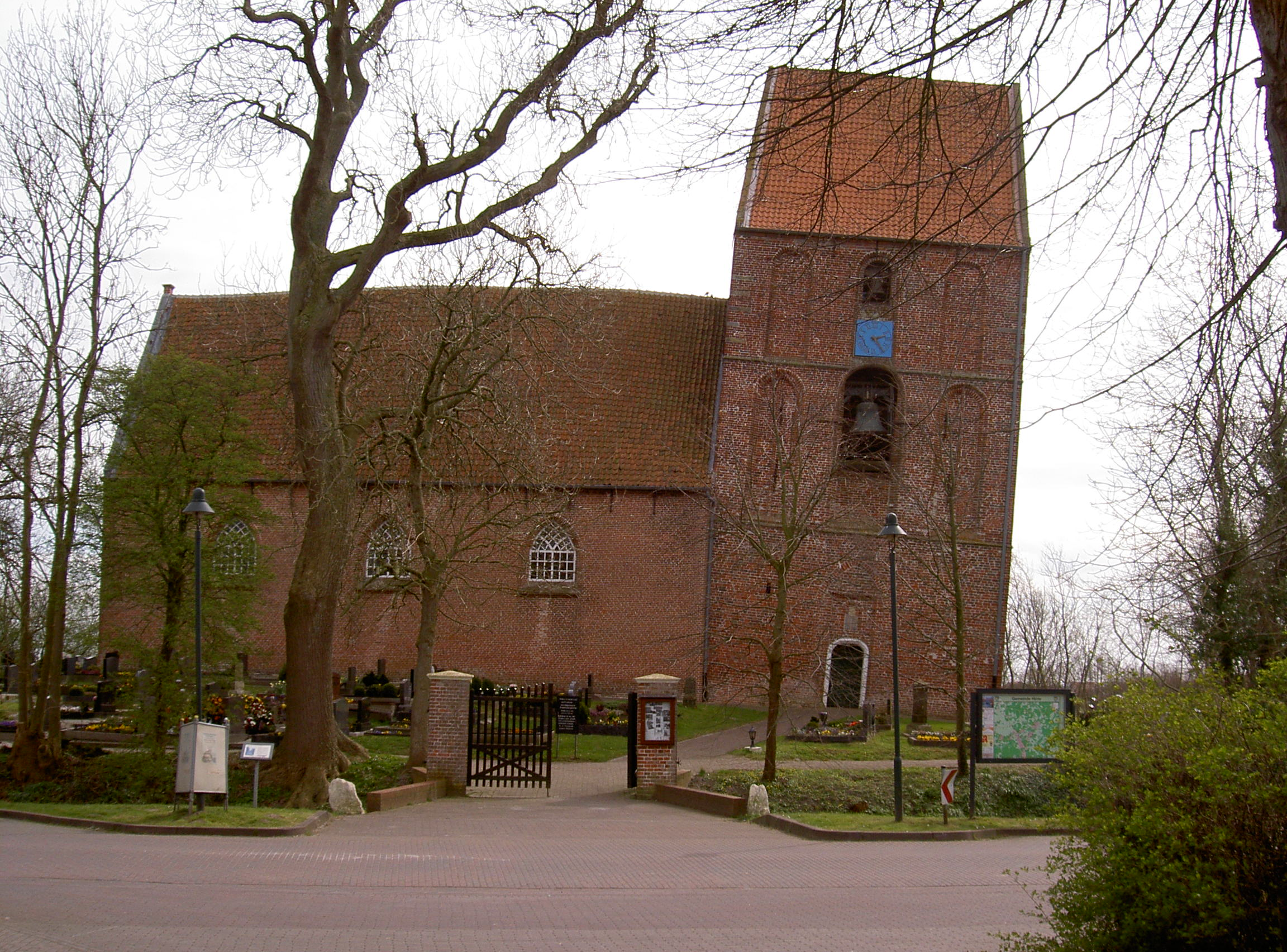
Der schiefe Turm von Suurhusen

Der schiefe Turm von Suurhusen ist ein Kirchturm in Suurhusen, einem Ortsteil der ostfriesischen Gemeinde Hinte. Er gilt als einer der am stärksten unabsichtlich geneigten Türme der Welt und gehört zur Suurhuser Kirche, einem der beiden Gotteshäuser der evangelisch-reformierten Kirchengemeinde Suurhusen–Marienwehr.
Bei einer Höhe von 27,37 Metern weist der Turm am Dachfirst einen Überhang von 2,47 Metern auf; die Neigung wird mit 5,19 Grad angegeben. Damit wird er als Rekordhalter für unabsichtlich schiefe Gebäude im Guinness-Buch der Rekorde aufgeführt (vgl. jedoch die Einordnung im Abschnitt Rekord).

## Geschichte

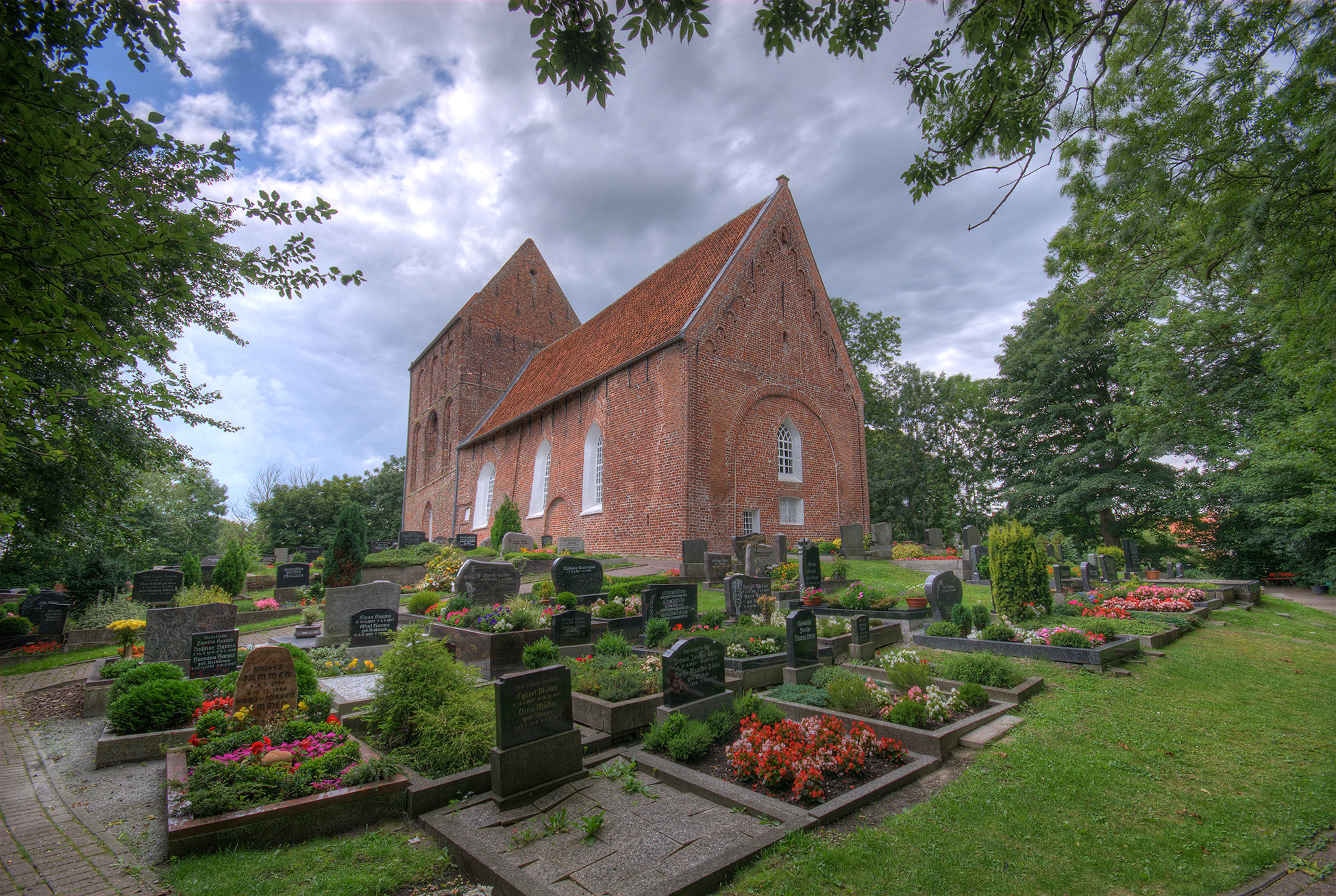
Rückseite der Kirche mit Friedhof

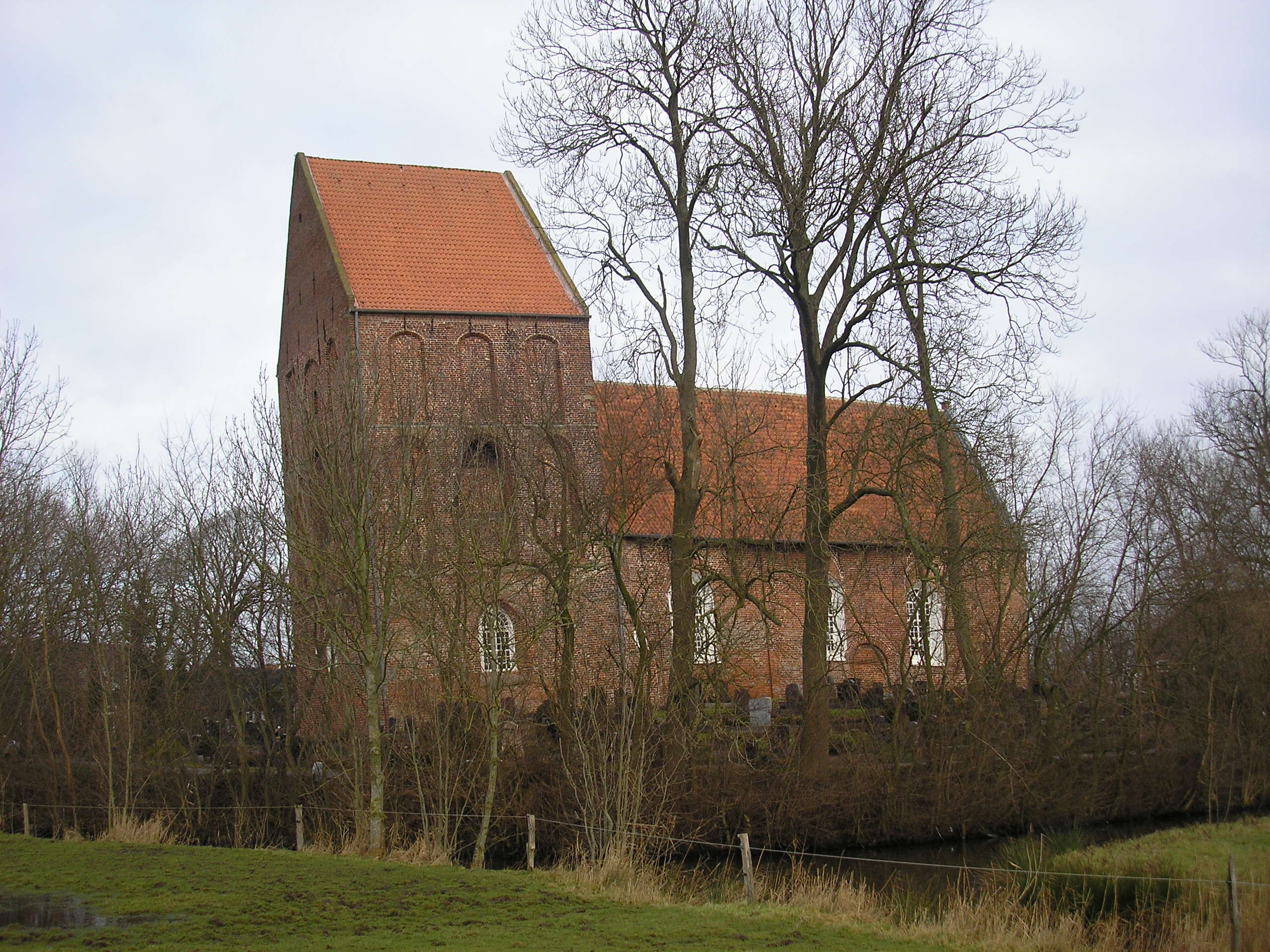
Die Kirche aus südlicher Richtung

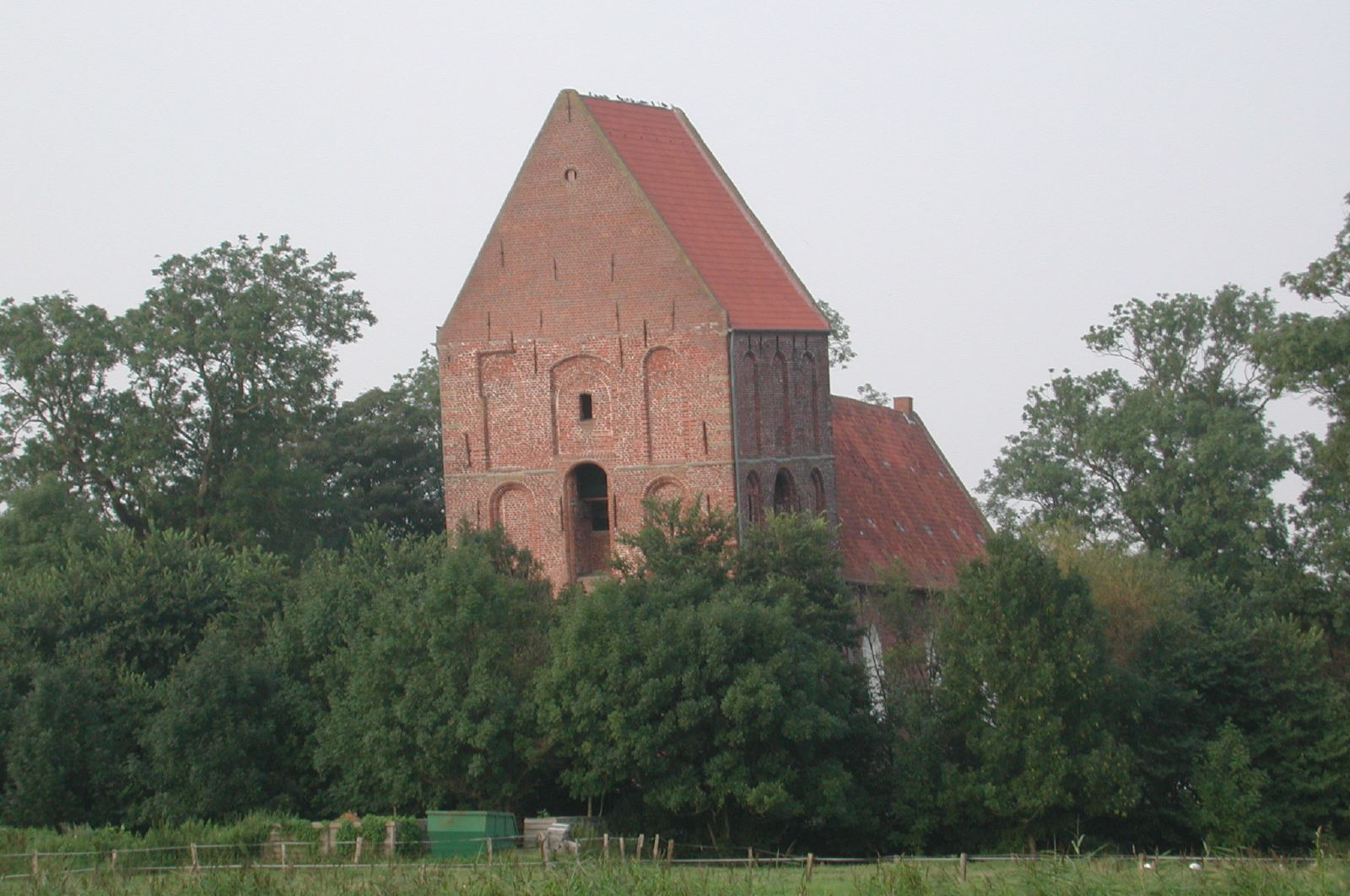
Vorderansicht des Turms

Der Kirchturm wurde im Jahr 1450 an die seit Mitte des 13. Jahrhunderts existierende und zuvor turmlose Kirche mit einer Grundfläche von 32 × 9,35 Metern angebaut. Er steht auf einem Fundament aus Eichenstämmen über Moorboden.
1885 wurde erstmals eine Abweichung des Turmes von der Vertikalen bemerkt. Zurückgeführt wird das auf die Entwässerung der umliegenden Ländereien, die den Grundwasserspiegel absenkte, worauf die bisher im Grundwasser konservierten Eichenstämme durch Luftzutritt zu verrotten begannen.
1917 musste während des Ersten Weltkrieges die Glocke aus der westlichen Schallöffnung gegen eine Entschädigungszahlung von 4570 Mark zur Herstellung von Kriegsmaterial abgegeben werden.
Um 1925 ergaben verschiedene Messungen einen Überhang des Turms um 1,13 m. Als Entlastungsmaßnahme wurde 1926 der 12 Meter hohe Dachreiter entfernt, doch der Turm neigte sich weiter. 1929 wurde ein Überhang von 1,15 m festgestellt, 1939 betrug er 1,74 m und wuchs bis zum Jahr 1996 auf 2,47 m an. Schon 1975 wurde die Kirche gesperrt und die Orgel verkauft.
Ab 1982 wurde der Turm in Privatinitiative saniert, wobei das Fundament freigelegt und mit Beton und Stahl verstärkt wurde. Am 14. Oktober 1985 wurde die Kirche mit einem Festgottesdienst erneut eingeweiht. Die Neigung hatte jedoch nicht vollständig stabilisiert werden können, so dass 1989 weitere Sicherungsmaßnahmen erforderlich wurden. Seit Mitte der 1990er Jahre gilt das Absinken des Turmes als aufgehalten.
Heute wird die Kirche an Festtagen zu Gottesdiensten genutzt. Pro Jahr werden sechs- bis achttausend auswärtige Besucher verzeichnet.

## Maße und Daten
Der Turm hat eine Grundfläche von 11 × 11 Metern (121 m²) und ist 27,37 Meter hoch. Die Neigung hat sich bei 2,47 Meter, gemessen am Dachfirst, stabilisiert. Das etwa zwei Meter starke Grundmauerwerk ruht auf Eichenbohlen, das Gesamtbaugewicht beträgt etwa 2116 Tonnen.

## Rekord
Im Guinness-Buch der Rekorde hat der Turm der Suurhuser Kirche 2007 den Schiefen Turm von Pisa (dessen Neigung nach baulichen Maßnahmen nur noch bei 3,97 Grad liegt) als schiefsten Turm der Welt abgelöst. Das im Guinness-Buch 2010 ebenfalls genannte, um 18 Grad geneigte Capital Gate in Abu Dhabi wurde absichtlich mit dieser Neigung errichtet und zählt nicht als Konkurrenz.  
Das Rekord-Institut für Deutschland hingegen ermittelte im Jahr 2022 beim Schiefen Turm von Gau-Weinheim eine Neigung von 5,4277 Grad und führten ihn somit als schiefsten Turm der Welt an.
In Frage gestellt wird der Suurhuser Rekord auch durch den Schiefen Turm von Dausenau sowie den Turm der Oberkirche in Bad Frankenhausen im Kyffhäuser, welcher eine Verlagerung der Spitze von 4,6 Metern aufweist.

## Besonderheiten
An der Nordwestecke des Turmes markiert ein eingemauerter Sandstein den Stand der Allerheiligenflut von 1570 auf einer Höhe von 4,40 Metern über Normalnull.